# NOT CHECKERS-円高差益還元ライブ
『NOT CHECKERS-円高差益還元ライブ』（ノット・チェッカーズ えんだかさえきかんげんライブ）は、チェッカーズが「キュート・ビート・クラブ・バンド」（英字表記：Cute Beat Club Band）名義で発売したライブ・アルバム。1987年11月21日発売。

## 解説
1987年10月7日 に、イギリスのロンドン・アストリアシアターにて「THE CHECKERS」名義で行われたライブ音源を、キュート・ビート・クラブ・バンド名義で発売。「7つの海の地球儀」「ちょっとGive me a break!」の2曲以外は特に記載が無いが、「STUDIO VERSION」以外の曲は全てLIVE VERSIONにて収録。ライブ・ビデオは1987年12月6日に『NOT CHECKERS This is THE CUTE BEAT CLUB BAND SHOW』として発売された。

## 収録曲
1. ちょっとGive me a break! (STUDIO VERSION)
  - 作詞・秋元康／作曲：Special Tsuruku／編曲：Micky Moody
2. ちょっとGive me a break! (LIVE VERSION)
  - 作詞・秋元康／作曲：Special Tsuruku／編曲：THE CHECKERS FAM.
3. TOKYO CONNECTION
  - 作詞・藤井郁弥／作曲：武内享／編曲：THE CHECKERS FAM.
4. WANDERER
  - 作詞・藤井郁弥／作曲：鶴久政治／編曲：THE CHECKERS FAM.
5. MELLOW TONIGHT
  - 作詞・藤井郁弥／作曲：鶴久政治／編曲：THE CHECKERS FAM.
6. NEXT GENERATION (英語VERSION)
  - 作詞・作曲：Michael Kenner／編曲：THE CHECKERS FAM.
7. ウィークエンドアバンチュール
  - 作詞・藤井郁弥／作曲：鶴久政治／編曲：THE CHECKERS FAM.
8. 7つの海の地球儀 (LIVE VERSION)
  - 作詞・秋元康／作曲：Special Tsuruku／編曲：THE CHECKERS FAM.
9. ７つの海の地球儀 (STUDIO VERSION)
  - 作詞・秋元康／作曲：Special Tsuruku／編曲：Micky Moody
10. クレイジー・パラダイスへようこそ
  - 作詞・売野雅勇／作曲：藤井尚之／編曲：THE CHECKERS FAM.